# (7707) Yes
(7707) Yes es un asteroide perteneciente al cinturón de asteroides, descubierto el 17 de abril de 1993 por Carl W. Hergenrother desde el Catalina Sky Survey, Arizona, Estados Unidos.

## Designación y nombre
Designado provisionalmente como 1993 HM1. Fue nombrado Yes en homenaje a la banda inglesa de rock progresivo, del mismo nombre, formada en 1968 en Londres.

## Características orbitales
Yes está situado a una distancia media del Sol de 2,653 ua, pudiendo alejarse hasta 3,027 ua y acercarse hasta 2,279 ua. Su excentricidad es 0,141 y la inclinación orbital 15,67 grados. Emplea 1578,63 días en completar una órbita alrededor del Sol.

## Características físicas
La magnitud absoluta de Yes es 13,6. Tiene 7 km de diámetro y su albedo se estima en 0,113.